# Saint-Cloud
 Saint-Cloud é uma comuna francesa na região administrativa da Ilha de França, no departamento de Altos do Sena. Estende-se por uma área de 7,56 km². Em 2010 a comuna tinha 29 873 habitantes.
A comuna, nobre e residencial, é conhecida pelo seu parque.

## Toponímia
Atestada sob as formas Niovicentovicum, Noviintovico em uma moeda merovíngia, Nogianis, Novientum villa em 692, Novigentum em 765, Sanctus Clhodoaldus em 811, Sanctus Clodoaldus em 1222, Sanctus Cloaldus, Saint Clout Juxta Parisius em 1332, Saint Clout. 
O antigo nome da cidade era Novigentum (de *novientos derivado de novios, nove).
Durante a Revolução Francesa, a comuna portou provisoriamente os nomes de La Montagne-Chérie e de Pont-la-Montagne.

## História
Saint-Cloud já existia na época galo-romana: era um dos muitos Novientos (Noventium em latim), onde o latim bárbaro da época franca fez Novigentum; o nome era o equivalente exato de La Nouvelle (A Nova). A prosperidade romana criou assim muitas cidades novas comerciais ao lado, muitas vezes em baixo dos oppida guerreiros e desafiantes localizados nas alturas. 
Esta aldeia era anteriormente chamada Nogent; ela toma seu nome de Clodoaldo, filho de Clodomiro, rei de Orleans, que, tendo escapado da morte, se retirou na floresta de Nogent, fundou uma ermida onde morreu. Este príncipe no século V, o monge Clodoaldo, neto de Clóvis e filho de Clodomiro I, rei de Orleans, prefere o crocante de bispo à coroa do Reino dos Francos. Clodoaldo, decidindo afastar-se das brigas de poder lideradas por seus tios, mudou-se para Novigentum, às margens do Sena, uma aldeia então povoada por madeireiros e pescadores. Discípulo do eremita Severino de Paris, ele construiu um mosteiro onde ainda há uma parede (place du Moustier) cuja igreja foi dedicada a são Martinho de Tours. Após sua morte em 560, milagres acontecem ao redor do túmulo e ele foi canonizado durante o século VII. A vila então toma o nome de "Sanctus Clodoaldus" que deu "Saint-Floud", depois "Saint-Cloot" e finalmente "Saint-Cloud". O santo legou aos bispos de Paris seus direitos senhoriais: estes serão até 1839, duques de Saint-Cloud e pares de França.

## Homenagem a Santos-Dumont

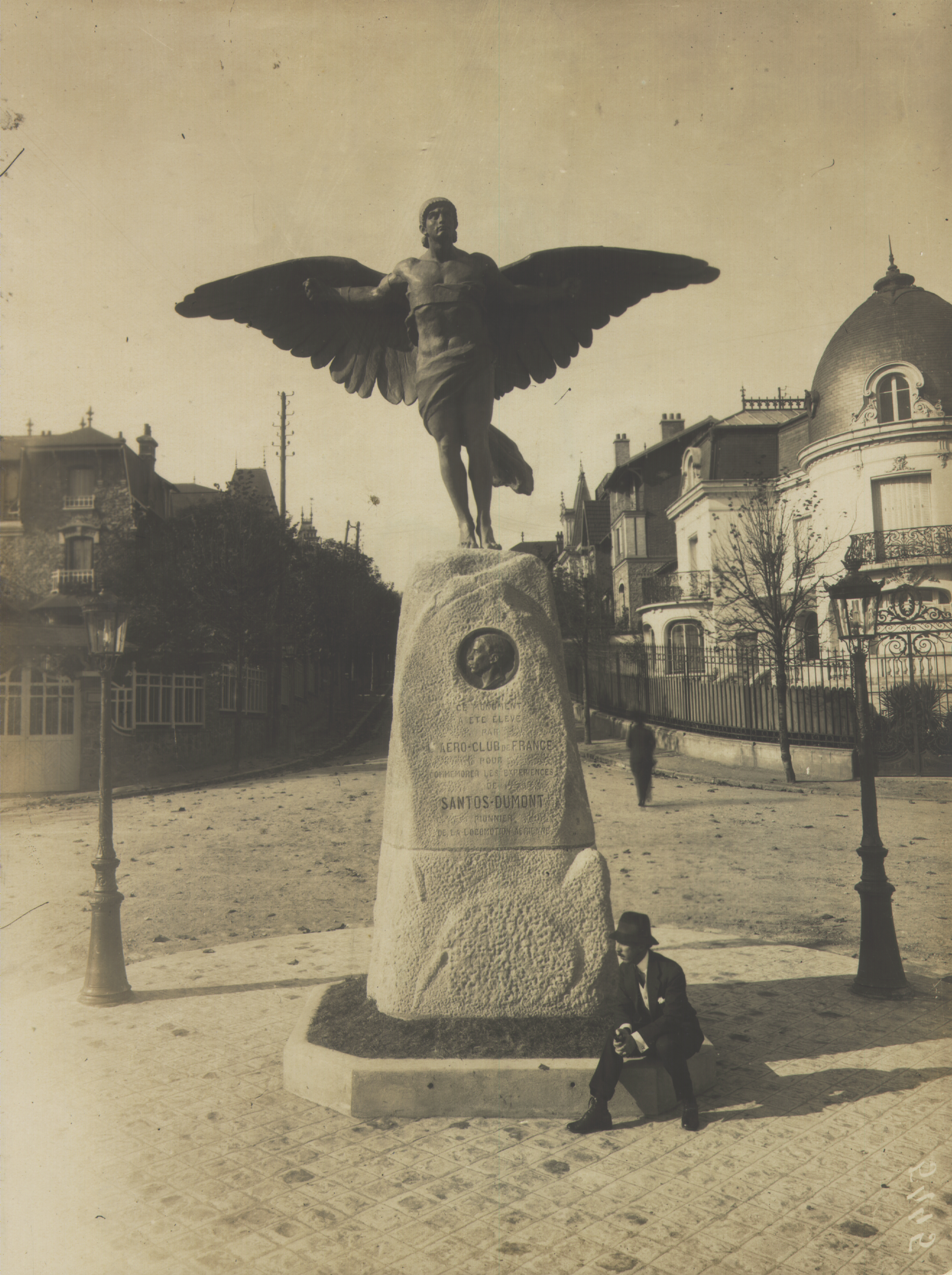
Santos Dumont posando na estátua em sua homenagem em 1913.

Na Avenue de Longchamp, em St. Cloud, há uma estátua de bronze encomendada pelo Aeroclube da França representando o Deus Grego Ícaro, em homenagem a Santos Dumont.
O monumento está situado numa praça próxima à antiga Aeroestação de St. Cloud, onde Santos Dumont realizava suas experiências com os "mais pesados que o ar", e foi inaugurada em 19 de outubro de 1913.

## Demografia
| 1793  | 1800  | 1806  | 1821  | 1831  | 1836  | 1841  | 1846  | 1851  |
| ----- | ----- | ----- | ----- | ----- | ----- | ----- | ----- | ----- |
| 2 042 | 1 660 | 2 360 | 1 953 | 1 935 | 2 316 | 3 417 | 3 457 | 3 828 |

| 1856  | 1861  | 1866  | 1872  | 1876  | 1881  | 1886  | 1891  | 1896  |
| ----- | ----- | ----- | ----- | ----- | ----- | ----- | ----- | ----- |
| 4 405 | 5 611 | 5 248 | 8 956 | 4 862 | 4 126 | 5 380 | 5 660 | 6 374 |

| 1901  | 1906  | 1911  | 1921   | 1926   | 1931   | 1936   | 1946   | 1954   |
| ----- | ----- | ----- | ------ | ------ | ------ | ------ | ------ | ------ |
| 7 195 | 8 354 | 9 725 | 11 921 | 13 519 | 16 341 | 16 597 | 17 614 | 20 671 |

| 1962 | 1968   | 1975   | 1982   | 1990   | 1999   | - | - | - |
| --- | ------ | ------ | ------ | ------ | ------ | - | - | - |
| 26 472 | 28 158 | 28 139 | 28 561 | 28 597 | 28 157 | - | - | - |
| Para os censos de 1962 a 2006 a população legal corresponde à popolução sem duplicidades, segundo define o INSEE. |        |        |        |        |        |   |   |   |

## Hospital
- Hospital René Huguenin